# Matthew Meselson
Matthew Stanley Meselson (N. 24 de mayo de 1930) es un genetista y biólogo molecular estadounidense, cuyas investigaciones sobre la replicación de ADN, recombinación y reparación del mismo fueron importantes.
Durante los últimos años es un reconocido activista y consultor en armas químicas y biológicas.

## Biografía

### Educación
Comenzó con sus estudios de química graduándose en la Universidad de Chicago en 1951. Continuó trabajando a las órdenes de Linus Pauling, quien le asignó trabajos en cristalografía de rayos X sobre los que más tarde escribiría su tesis en 1958. Fue profesor asistente de química física en el Caltech hasta que finalmente obtuvo plaza en la Universidad de Harvard en 1960 donde dirige investigaciones sobre genética molecular y evolución. En esta universidad también ejerció de profesor de genética para no graduados durante muchos años.

### Descubrimientos sobre el ADN
En 1957 junto con Franklin Stahl demostró que el ADN se replica de manera semiconservativa. El experimento Meselson-Stahl muestra que cuando el ADN se replica, las dos cadenas que lo forman se separan, sirviendo cada una de ellas como plantilla para la síntesis de la cadena replicada.
En los años siguientes desarrolló y demostró nuevas teorías en el campo de la genética junto con Jean Weigle. En 1961 con Frank Stahl, Sidney Brenner y François Jacob demostró que las moléculas de ARN ribosómico son estables, lo que más tarde probó la existencia de mARN. Más tarde, junto con Charles Radding demostró que la recombinación genética resulta del empalme de moléculas de ADN. También mostró el proceso enzimático por el cual las células reconocen y destruyen ADN extraño y la forma en que las células son capaces de reparar errores en el ADN.

### Activismo para el desarme de armas químicas y biológicas
En 1963 Meselson fue consultor residente en la Agencia para el Desarme y el Control Armamentístico de los Estados Unidos. En 1992 lideró una investigación sobre la fuga de ántrax de Sverdlovsk.
Meselson también estuvo involucrado en la polémica de la lluvia amarilla en los años 1980.

### Algunos premios
- 1975 Premio Alumno Distinguido del Caltech.
- 1995 Medalla Thomas Hunt Morgan a las contribuciones de toda su carrera otorgada por la Genetics Society of America.
- 2004 Premio Lasker por logros especiales en ciencias médicas.
- 2005 Miembro honorario de la National Academy of Sciences de Estados Unidos.
- 2008 Recibe la Medalla de Mendel de la Sociedad de Genética del Reino Unido